# Свобода (Калининградская область)
Свобо́да (до 1938 — Йенишкен (нем. Jänischken), до 1946 — Йенихен (нем. Jänichen)) — посёлок сельского типа в Черняховском районе Калининградской области России. 

## География
Посёлок расположен в 8 км юго-западнее Черняховска на автодороге 27А-037 Черняховск - Крылово на берегу реки Голубая.

## История
Первые письменные упоминания о Йенишкене относятся к 1539 году. С 1874 года Йенишкен являлся центром одноименного сельского округа в составе района Инстербург в административном округе Гумбиннен провинции Восточная Пруссия. В состав сельского округа Йенишкен входили населённые пункты: Йенишкен, Колишкен, Матенингкен, Паббельн, 
После Второй мировой войны в 1945 года вместе с северной частью Восточной Пруссии вошёл в состав СССР. В 1947 году переименован в посёлок Свобода и становится центром Свободненского сельсовета Черняховского района. С 2008 по 2015 год Свобода являлась административным центром Свободненского сельского поселения. С 2022 года населенный пункт входит в состав Черняховского муниципального округа.

## Население
| 1910 | 1933 | 1939 | 2002 | 2010 |
| ---- | ---- | ---- | ---- | ---- |
| 365  | ↗426 | ↗466 | ↘433 | ↗462 |

## Инфраструктура
В посёлке имеются Свободненская средняя общеобразовательная школа, дом культуры, отделение почтовой связи, медпункт, магазины.

## Спорт
Футбольная команда «Колос» основана в 2011 году. Третья команда, представляющая Черняховский район на областных соревнованиях. На 12.10.2016 играет в Высшей Лиге областного Чемпионата. Лучший результат - 6 место в сезоне 2015.

## Достопримечательности
- Храм Святых Петра и Февронии
- Братская могила 109 советских воинов, погибших в январе 1945 года. Памятник создан в 1985 году на средства совхоза и местных жителей. В 2003 году произведены ремонтно-реставрационные работы[6].